# Funció de distribució empírica
En estadística, una funció de distribució empírica ( també coneguda com a funció de distribució acumulativa empírica, eCDF) és la funció de distribució associada amb la mesura empírica d'una mostra. Aquesta funció de distribució acumulativa és una funció esglaonada que salta cap amunt en 1/n a cadascun dels n punts de dades. El seu valor per a qualsevol valor especificat de la variable mesurada és la fracció d'observacions de la variable mesurada que són menors o iguals al valor especificat.
La funció de distribució empírica és una estimació de la funció de distribució acumulativa que va generar els punts de la mostra. Convergeix amb probabilitat 1 a aquesta distribució subjacent, segons el teorema de Glivenko-Cantelli. Existeixen diversos resultats per quantificar la taxa de convergència de la funció de distribució empírica amb la funció de distribució acumulativa subjacent.

## Definició
Siguin (X1, …, Xn) variables aleatòries reals independents i distribuïdes idènticament amb la funció de distribució acumulativa comuna F(t). Aleshores, la funció de distribució empírica es defineix com
{\displaystyle {\widehat {F}}_{n}(t)={\frac {{\mbox{nombre d'elements de la mostra}}\leq t}{n}}={\frac {1}{n}}\sum _{i=1}^{n}\mathbf {1} _{X_{i}\leq t},}
on {\displaystyle \mathbf {1} _{A}} és l'indicador de l'esdeveniment A Per a una t fixa, l'indicador {\displaystyle \mathbf {1} _{X_{i}\leq t}} és una variable aleatòria de Bernoulli amb paràmetre p = F(t) ; per tant {\displaystyle n{\widehat {F}}_{n}(t)} és una variable aleatòria binomial amb mitjana nF(t) i variància nF(t)(1 − F(t)). Això implica que {\displaystyle {\widehat {F}}_{n}(t)} és un estimador no esbiaixat per F(t).
No obstant això, en alguns llibres de text, la definició es dóna com
{\displaystyle {\widehat {F}}_{n}(t)={\frac {1}{n+1}}\sum _{i=1}^{n}\mathbf {1} _{X_{i}\leq t}}

## Propietats asimptòtiques
Com que la relació (n + 1)/n tendeix a 1 a mesura que n tendeix a infinit, les propietats asimptòtiques de les dues definicions que es donen anteriorment són les mateixes.
Per la llei forta dels grans nombres, l'estimador {\displaystyle \scriptstyle {\widehat {F}}_{n}(t)} convergeix a F(t) quan n → ∞ gairebé amb seguretat, per a cada valor de t:
{\displaystyle {\widehat {F}}_{n}(t)\ \xrightarrow {\text{a.s.}} \ F(t);}
així l'estimador {\displaystyle \scriptstyle {\widehat {F}}_{n}(t)} és coherent. Aquesta expressió afirma la convergència puntual de la funció de distribució empírica cap a la veritable funció de distribució acumulativa. Hi ha un resultat més fort, anomenat teorema de Glivenko-Cantelli, que afirma que la convergència de fet es produeix uniformement sobre t:
{\displaystyle \|{\widehat {F}}_{n}-F\|_{\infty }\equiv \sup _{t\in \mathbb {R} }{\big |}{\widehat {F}}_{n}(t)-F(t){\big |}\ \xrightarrow {} \ 0.}
La norma superior en aquesta expressió s'anomena estadística de Kolmogorov-Smirnov per provar la bondat de l'ajust entre la distribució empírica {\displaystyle \scriptstyle {\widehat {F}}_{n}(t)} i la funció de distribució acumulativa veritable assumida F Aquí es poden utilitzar raonablement altres funcions de norma en lloc de la norma superior. Per exemple, la norma L₂ dóna lloc a l'estadística de Cramér–von Mises.
La distribució asimptòtica es pot caracteritzar encara més de diverses maneres. Primer, el teorema del límit central estableix que puntualment, {\displaystyle \scriptstyle {\widehat {F}}_{n}(t)} té una distribució asimptòticament normal amb l'estàndard {\displaystyle {\sqrt {n}}} taxa de convergència:
{\displaystyle {\sqrt {n}}{\big (}{\widehat {F}}_{n}(t)-F(t){\big )}\ \ \xrightarrow {d} \ \ {\mathcal {N}}{\Big (}0,F(t){\big (}1-F(t){\big )}{\Big )}.}
Aquest resultat s'amplia amb el teorema de Donsker, que afirma que el procés empíric {\displaystyle \scriptstyle {\sqrt {n}}({\widehat {F}}_{n}-F)}, vista com una funció indexada per {\displaystyle \scriptstyle t\in \mathbb {R} }, convergeix en distribució a l'espai de Skorokhod {\displaystyle \scriptstyle D[-\infty ,+\infty ]} al procés gaussià de mitjana zero {\displaystyle \scriptstyle G_{F}=B\circ F}, on B és el pont brownià estàndard. L'estructura de covariància d'aquest procés gaussià és
{\displaystyle \operatorname {E} [\,G_{F}(t_{1})G_{F}(t_{2})\,]=F(t_{1}\wedge t_{2})-F(t_{1})F(t_{2}).}
La taxa de convergència uniforme en el teorema de Donsker es pot quantificar mitjançant el resultat conegut com a immersió hongaresa:
{\displaystyle \limsup _{n\to \infty }{\frac {\sqrt {n}}{\ln ^{2}n}}{\big \|}{\sqrt {n}}({\widehat {F}}_{n}-F)-G_{F,n}{\big \|}_{\infty }<\infty ,\quad {\text{a.s.}}}
Alternativament, la taxa de convergència de {\displaystyle \scriptstyle {\sqrt {n}}({\widehat {F}}_{n}-F)} també es pot quantificar en termes del comportament asimptòtic de la norma superior d'aquesta expressió. Existeixen diversos resultats en aquest lloc, per exemple, la desigualtat de Dvoretzky-Kiefer-Wolfowitz proporciona probabilitats limitades a la cua de {\displaystyle \scriptstyle {\sqrt {n}}\|{\widehat {F}}_{n}-F\|_{\infty }}:
{\displaystyle \Pr \!{\Big (}{\sqrt {n}}\|{\widehat {F}}_{n}-F\|_{\infty }>z{\Big )}\leq 2e^{-2z^{2}}.}
De fet, Kolmogorov ha demostrat que si la funció de distribució acumulativa F és contínua, aleshores l'expressió {\displaystyle \scriptstyle {\sqrt {n}}\|{\widehat {F}}_{n}-F\|_{\infty }} convergeix en distribució a {\displaystyle \scriptstyle \|B\|_{\infty }}, que té la distribució de Kolmogorov que no depèn de la forma de F
Un altre resultat, que es desprèn de la llei del logaritme iterat, és que
{\displaystyle \limsup _{n\to \infty }{\frac {{\sqrt {n}}\|{\widehat {F}}_{n}-F\|_{\infty }}{\sqrt {2\ln \ln n}}}\leq {\frac {1}{2}},\quad {\text{a.s.}}}
i
{\displaystyle \liminf _{n\to \infty }{\sqrt {2n\ln \ln n}}\|{\widehat {F}}_{n}-F\|_{\infty }={\frac {\pi }{2}},\quad {\text{a.s.}}}

## Intervals de confiança

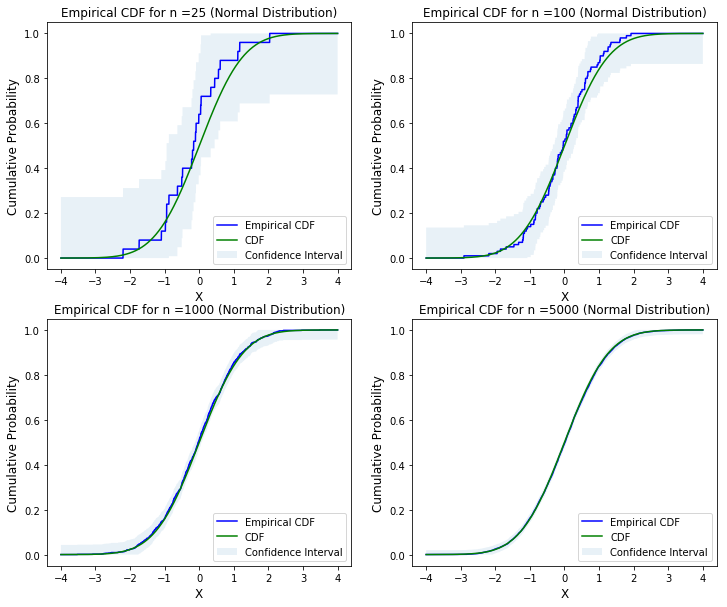
Gràfics de CDF empírics, CDF i intervals de confiança per a diverses mides de mostra de distribució normal

Segons la desigualtat de Dvoretzky-Kiefer-Wolfowitz, l'interval que conté la veritable funció de distribució de clústers, {\displaystyle F(x)}, amb probabilitat {\displaystyle 1-\alpha } s'especifica com a
{\displaystyle F_{n}(x)-\varepsilon \leq F(x)\leq F_{n}(x)+\varepsilon \;{\text{ on }}\varepsilon ={\sqrt {\frac {\ln {\frac {2}{\alpha }}}{2n}}}.}
Segons els límits anteriors, podem representar gràficament la CDF empírica, la CDF i els intervals de confiança per a diferents distribucions utilitzant qualsevol de les implementacions estadístiques.

## Implementació estadística
Una llista no exhaustiva d'implementacions de programari de la funció de distribució empírica inclou:

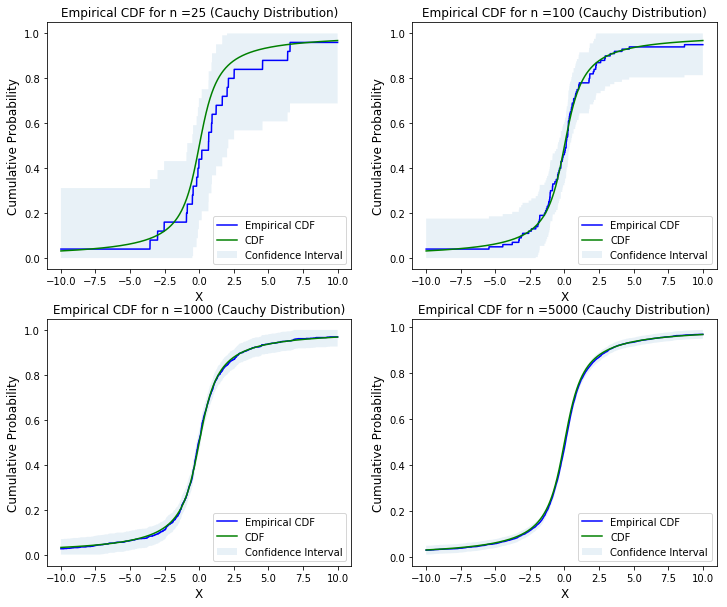
Gràfics de CDF empírics, CDF i intervals de confiança per a diverses mides de mostra de distribució de Cauchy

- En el programari R, calculem una funció de distribució acumulativa empírica, amb diversos mètodes per representar-la gràficament, imprimir-la i calcular-la amb un objecte "ecdf" d'aquest tipus.
- A MATLAB podem utilitzar el gràfic de la funció de distribució acumulativa empírica (cdf)
- jmp de SAS, el gràfic CDF crea un gràfic de la funció de distribució acumulativa empírica.
- Minitab, crea una CDF empírica
- Mathwave, podem ajustar la distribució de probabilitat a les nostres dades
- Diagrama de dades, podem representar el diagrama CDF empíric
- Scipy, podem utilitzar scipy.stats.ecdf
- Statsmodels, podem fer servir statsmodels.distributions.empirical_distribution. ECDF
- Matplotlib, utilitzant la funció matplotlib.pyplot.ecdf (nova a la versió 3.8.0)[12]
- Seaborn, utilitzant la funció seaborn.ecdfplot
- Plotly, utilitzant la funció plotly.express.ecdf
- Excel, podem representar el diagrama CDF empíric
- ArviZ, utilitzant la funció az.plot_ecdf